# Lemme d'itération pour les langages algébriques
Le lemme d'itération pour les langages algébriques, aussi connu sous le vocable lemme de Bar-Hillel, Perles et Shamir, donne une condition de répétition nécessaire pour les langages algébriques. Sa version simplifiée pour les langages rationnels est le lemme de l'étoile.
Une version plus élaborée du lemme d'itération est le lemme d'Ogden.

## Énoncé formel
Lemme d'itération — Soit {\displaystyle L} un langage algébrique. Il existe un entier {\displaystyle N} tel que tout mot {\displaystyle w} de {\displaystyle L} de longueur {\displaystyle |w|\geq N} possède une factorisation {\displaystyle w=xuyvz} telle que :
1. {\displaystyle 0<|uv|,|uyv|\leq N} ;
2. {\displaystyle xu^{n}yv^{n}z\in L} pour tout entier {\displaystyle n\geq 0}.

Idée de preuve : Si est assez long, son arbre de dérivation dans une grammaire context-free contient deux occurrence d'une un même chemin dans l'arbre. En répétant fois la partie de la dérivation ⇒...⇒ on obtient une dérivation pour (montrée pour et).

Le lemme indique donc que, dans un langage algébrique, certains facteurs de mots assez longs peuvent être itérés de concert. L'entier {\displaystyle N} est l'« entier d'itération » ou la « constante d'itération », le couple {\displaystyle (u,v)} ou la factorisation {\displaystyle (x,u,y,v,z)} est une « paire itérante ».
Il existe une variante grammaticale du lemme d'itération : elle dit que la paire itérante {\displaystyle (x,u,y,v,z)} peut être choisie grammaticale. Cette variante est bien utile dans certains cas. Voici l'énoncé :
Lemme d'itération (variante grammaticale) — Soit {\displaystyle G} une grammaire algébrique d'axiome {\displaystyle S}. Il existe un entier {\displaystyle N} tel que  tout mot {\displaystyle w} qui dérive de {\displaystyle S} de longueur {\displaystyle |w|\geq N} possède une factorisation  {\displaystyle w=xuyvz} telle que :
1. {\displaystyle 0<|uv|,|uyv|\leq N} ;
2. il existe une variable {\displaystyle X} telle que {\displaystyle S{\stackrel {*}{\to }}xXz}, {\displaystyle X{\stackrel {*}{\to }}uXv}, {\displaystyle X{\stackrel {*}{\to }}y}.

Dans cet énoncé, le mot {\displaystyle w} peut contenir des variables de la grammaire : il appartient au  « langage élargi » de la grammaire qui est constitué, par définition, de tous les mots dérivant de {\displaystyle S}, qu'ils contiennent ou non des variables.

## Exemple d'utilisation du lemme
Prouvons que le langage 
{\displaystyle L=\{a^{n}b^{n}c^{n}|n>0\}}
n'est pas algébrique. Supposons le contraire, et soit 
{\displaystyle N} la constante d'itération du langage. Considérons le mot {\displaystyle w=a^{N}b^{N}c^{N}}. Il existe une factorisation 
{\displaystyle w=xuyvz} vérifiant les propriétés du lemme. Comme {\displaystyle xu^{n}yv^{n}z\in L} pour tout {\displaystyle n}, chaque mot {\displaystyle u^{n}v^{n}} contient le même nombre de lettres {\displaystyle a,b} et {\displaystyle c}, et ce nombre est non nul. Or ceci est impossible si les lettres {\displaystyle a} doivent précéder les lettres  {\displaystyle b} et celles-ci les lettres {\displaystyle c}.

## Méthode générale
La technique consiste à choisir un mot w appartenant au langage, et à choisir les puissances des symboles de l'alphabet comme étant égale à N. En effet, comme |vxy| < N, il devient alors impossible pour x et y de contenir les trois symboles dont la puissance peut varier. (Un langage algébrique, de manière générale, est un langage ou il n'existe que des dépendances maximum deux à deux entre les puissances de symboles).

## Limitations
Comme pour les langages rationnels, le lemme d'itération pour les langages algébriques est une condition nécessaire mais non suffisante. Parmi les lemmes de même nature, le lemme d'Ogden est bien plus puissant.